# Canfield (Ohio)
Canfield es una ciudad ubicada en el condado de Mahoning en el estado estadounidense de Ohio. En el Censo de 2010 tenía una población de 7515 habitantes y una densidad poblacional de 629,95 personas por km².

## Geografía
Canfield se encuentra ubicada en las coordenadas 41°1′48″N 80°46′2″O / 41.03000, -80.76722. Según la Oficina del Censo de los Estados Unidos, Canfield tiene una superficie total de 11.93 km², de la cual 11.86 km² corresponden a tierra firme y (0.59%) 0.07 km² es agua.

## Demografía
Según el censo de 2010, había 7515 personas residiendo en Canfield. La densidad de población era de 629,95 hab./km². De los 7515 habitantes, Canfield estaba compuesto por el 96.41% blancos, el 0.43% eran afroamericanos, el 0.08% eran amerindios, el 1.85% eran asiáticos, el 0.04% eran isleños del Pacífico, el 0.45% eran de otras razas y el 0.75% pertenecían a dos o más razas. Del total de la población el 1.48% eran hispanos o latinos de cualquier raza.